# ヴェガール・オパース
ヴェガール・オパース（Vegard Opaas、1962年11月11日 - ）はノルウェー出身の元スキージャンプ選手。

## プロフィール
1982年1月27日スイス、サンモリッツでスキージャンプ・ワールドカップにデビュー、いきなり10位となった。
しかしその後あまりワールドカップには参戦せず、1983/84シーズンから本格参戦し、1983年12月11日サンダーベイ（カナダ）で初優勝。サラエボオリンピックでは70m級8位90m級27位の成績を残した。
1986/87シーズンはベストシーズンであった。世界選手権（西ドイツ、オーベルストドルフ）で銀メダル2個（90m級個人、団体）銅メダル1個（70m級個人）を獲得。ワールドカップ総合ではノルウェー人として初めて総合優勝を達成した。
1989/90シーズン終了後現役引退した。
ワールドカップ通算7勝（2位2回3位8回）